# Calibishie
Calibishie – miasto we Wspólnocie Dominiki, w parafii świętego Andrzeja. W 1991 roku wieś zamieszkiwało 1018 osób.